# Eva García Sempere
Pour les articles homonymes, voir Sempere.
Eva García Sempere, née le 28 mars 1976 est une femme politique espagnole membre d'Izquierda Unida (IU).
Elle est élue députée de la circonscription de Malaga lors des élections générales de juin 2016.

## Biographie

### Vie privée
Elle est mariée et mère de deux enfants.

### Formation
Elle est titulaire d'une licence en biologie et d'un diplôme d'experte universitaire en développement local et coopération multilatérale.

### Activités politiques
Membre d'Izquierda Unida, elle a été directrice du domaine de l'Environnement et de l'Articulation territoriale ainsi que technicienne chargée de projets pour le compte du Fonds des communes andalouses pour la solidarité internationale.
Lors des élections andalouses de mars 2015, elle est candidate d'IU en sixième position sur la liste de la circonscription autonomique de Malaga. La liste ne remporte qu'un seul mandat et elle n'est pas élue au Parlement d'Andalousie.
Avec la naissance de la coalition électorale Unidos Podemos, issue de la fusion entre IU et Podemos, elle est investie en deuxième position sur la liste conduite par Alberto Montero dans la circonscription de Malaga à l'occasion des élections générales de juin 2016,. Elle fait son entrée au Congrès des députés après que la liste a obtenu le soutien de près de 19 % des suffrages exprimés et deux mandats de député sur les onze en jeu. Elle est porte-parole adjointe à la commission de l'Agriculture, de l'Alimentation et de l'Environnement et à celle de l'Étude du changement climatique. Membre de la commission de la Culture et de la commission bicamérale des Relations avec le Tribunal des comptes, elle est membre suppléante de la délégation espagnole à l'assemblée de l'Union interparlementaire.